# Gran Premio Industria e Commercio di Prato 1948
Il Gran Premio Industria e Commercio di Prato 1948, terza edizione della corsa, si svolse il 12 ottobre 1948 su un percorso di 222 km, con partenza e arrivo a Prato. La vittoria fu appannaggio dell'italiano Giulio Bresci, che completò il percorso in 6h02'30", alla media di 36,745 km/h, precedendo i connazionali Mario Ricci e Alfredo Martini.

## Ordine d'arrivo (Top 10)
| Pos. | Corridore         | Squadra          | Tempo    |
| ---- | ----------------- | ---------------- | -------- |
| 1    | Giulio Bresci     | Wilier Triestina | 6h02'30" |
| 2    | Mario Ricci       | Legnano-Pirelli  | s.t.     |
| 3    | Alfredo Martini   | Wilier Triestina | a 0'53"  |
| 4    | Marcello Paolieri | Arbos            | a 4'42"  |
| 5    | Adolfo Leoni      | Legnano-Pirelli  | s.t.     |
| 6    | Luigi Casola      | Cimatti          | s.t.     |
| 7    | Fiorenzo Magni    | Wilier Triestina | s.t.     |
| 8    | Vittorio Seghezzi | Lygie            | s.t.     |
| 9    | Nello Sforacchi   |                  | s.t.     |
| 10   | Ezio Cecchi       | Cimatti          | s.t.     |